# Úsobí
Úsobí település Csehországban, a Havlíčkův Brod-i járásban. Úsobí Štoky, Kochánov, Úhořilka, Skorkov, Lípa, Herálec és Zbinohy településekkel határos. Lakosainak száma 702 fő (2024. január 1.).

## Népesség
A település lakosságának változását az alábbi diagram mutatja:
| Lakosok száma | 1445 | 1509 | 1577 | 957  | 840  | 706  | 671  | 677  | 694  | 702  |
|               | 1869 | 1890 | 1921 | 1950 | 1980 | 2001 | 2017 | 2019 | 2022 | 2024 |